# Sosnowka (rejon miszkiński)
Sosnowka (ros. Сосновка) – wieś (dieriewnia) w Rosji, w Baszkortostanie, w rejonie miszkińskim. W 2010 liczyła 615 mieszkańców, głównie Maryjczyków.